# V Australia (Radsportteam)
V Australia war ein australisches Straßenradsportteam.

## Geschichte
Die Mannschaft wurde 2009 gegründet und ging teilweise aus der US-amerikanischen Mannschaft Successfulliving.com-Parkpre hervor. Es nahm als Continental Team an den UCI Continental Circuits teil. Manager war Christopher White, der von den Sportlichen Leitern Henk Vogels und Edward Beamon unterstützt wurde. Die Mannschaft wurde mit Fahrrädern der Marke De Rosa ausgestattet.
Ab 2011 wollte das Team unter dem Namen Pegasus Sports mit einer Lizenz als  ProTeam an den Start gehen. Hierzu wurden namhaften Neuzugänge wie der Australier Robbie McEwen, der Kanadier Svein Tuft, der Südafrikaner Robert Hunter und der damalige deutsche Meister Christian Knees verpflichtet. Der Antrag wurde aber von der UCI, die ein neues Bewertungssystem eingeführt hatte, abgelehnt. Später wurde auch der Antrag auf eine Lizenz als Professional Continental Team abgelehnt. In der Folge löste sich das Team auf.

## Trikothistorie

2009
2010

## Saison 2011

### Erfolge in der UCI Asia Tour
| Datum         | Rennen                         | Kat. | Fahrer      |
| ------------- | ------------------------------ | ---- | ----------- |
| 2. Juli       | 1. Etappe Tour of Qinghai Lake | 2.HC | Aaron Kemps |
| 20. September | 9. Etappe Tour of China        | 2.1  | Aaron Kemps |
| 3. November   | 3. Etappe Tour of Taihu        | 2.2  | Aaron Kemps |

### Zugänge – Abgänge
| Zugänge          | Team 2010                 | Abgänge                     | Team 2011                        |
| ---------------- | ------------------------- | --------------------------- | -------------------------------- |
| Johnnie Walker   | Footon-Servetto           | David Tanner                | Saxo Bank SunGard                |
| Peter McDonald   | Drapac Porsche            | Alessandro Bazzana          | Team Type 1                      |
| Michael Freiberg | Team Jayco-Skins          | David Kemp                  | Veranda’s Willems-Accent         |
| Nicholas Walker  | Cinelli-Down Under (2009) | Jay Robert Thomson          | Bissell                          |
| Sean Sullivan    | Team Hotel San José       | Jai Crawford                | Giant Kenda Pro Cycling Team     |
| Scott Law        | Neoprofi                  | Ben Day                     | Kenda-5-Hour Energy Cycling Team |
| Cameron Peterson | Neoprofi                  | Darren Lill                 | DCM                              |
| Taylor Sheldon   | Neoprofi                  | Charles Dionne              | Unbekannt                        |
| Chris Winn       | Neoprofi                  | Phil Zajicek                | Unbekannt                        |
|                  |                           | Peter McDonald (bis 31.05.) | Unbekannt                        |

### Mannschaft
| Name               | Geburtstag         | Nationalität       | Team 2012                       |
| ------------------ | ------------------ | ------------------ | ------------------------------- |
| Hayden Brooks      | 12. Mai 1986       | Australien         | RBS Morgans-ATS                 |
| Jonathan Cantwell  | 8. Januar 1982     | Australien         | Team Saxo Bank-Tinkoff Bank     |
| Zachary Davies     | 27. Dezember 1985  | Vereinigte Staaten | Team Exergy                     |
| Michael Freiberg   | 10. Oktober 1990   | Australien         | Team Jayco-AIS                  |
| Aaron Kemps        | 10. September 1983 | Australien         | Champion System                 |
| Ben Kersten        | 21. September 1981 | Australien         | RBS Morgans-ATS                 |
| Scott Law          | 9. März 1991       | Australien         | An Post-Sean Kelly              |
| Cameron Peterson   | 4. Dezember 1983   | Australien         | RBS Morgans-ATS                 |
| Darren Rolfe       | 11. November 1981  | Australien         | RBS Morgans-ATS                 |
| Taylor Sheldon     | 31. März 1987      | Vereinigte Staaten | Competitive Cyclist Racing Team |
| Sean Sullivan      | 8. August 1978     | Australien         |                                 |
| Bernard Sulzberger | 5. Dezember 1983   | Australien         | Team Raleigh-GAC                |
| Johnnie Walker     | 17. März 1987      | Australien         | RBS Morgans-ATS                 |
| Nicholas Walker    | 13. September 1988 | Australien         |                                 |
| Chris Winn         | 12. März 1984      | Australien         |                                 |

### Platzierungen in UCI-Ranglisten
UCI America Tour 2011
|      | Fahrer             | Punkte |
| ---- | ------------------ | ------ |
| 218. | Darren Rolfe       | 10     |
| 245. | Aaron Kemps        | 9      |
| 326. | Michael Freiberg   | 5      |
| 385. | Bernard Sulzberger | 2      |
| 385. | Jonathan Cantwell  | 2      |

UCI Asia Tour 2011
|     | Fahrer            | Punkte |
| --- | ----------------- | ------ |
| 40. | Johnnie Walker    | 78     |
| 47. | Aaron Kemps       | 61     |
| 70. | Jonathan Cantwell | 42     |

UCI Oceania Tour 2011
|     | Fahrer             | Punkte |
| --- | ------------------ | ------ |
| 10. | Bernard Sulzberger | 24     |
| 31. | Scott Law          | 6      |

## Platzierungen in UCI-Ranglisten
UCI Africa Tour
| Saison | Mannschaftswertung | Fahrerwertung           |
| ------ | ------------------ | ----------------------- |
| 2009   | -                  | -                       |
| 2010   | 5.                 | Jay Robert Thomson (8.) |
| 2011   | -                  | -                       |

UCI America Tour
| Saison | Mannschaftswertung | Fahrerwertung        |
| ------ | ------------------ | -------------------- |
| 2009   | 17.                | Charles Dionne (70.) |
| 2010   | 6.                 | Ben Day (16.)        |
| 2011   | 26.                | Darren Rolfe (218.)  |

UCI Asia Tour
| Saison | Mannschaftswertung | Fahrerwertung        |
| ------ | ------------------ | -------------------- |
| 2009   | -                  | -                    |
| 2010   | 18.                | David Tanner (50.)   |
| 2011   | 15.                | Johnnie Walker (40.) |

UCI Oceania Tour
| Saison | Mannschaftswertung | Fahrerwertung            |
| ------ | ------------------ | ------------------------ |
| 2009   | 11.                | Ben Day (10.)            |
| 2010   | 2.                 | Jonathan Cantwell (3.)   |
| 2011   | 7.                 | Bernard Sulzberger (10.) |